# Hemitominae
De Hemitominae zijn een onderfamilie van weekdieren uit de klasse van de Gastropoda (slakken).

## Geslachten
- Clypidina Gray, 1847
- Hemimarginula McLean, 2011
- Hemitoma Swainson, 1840
- Montfortia Récluz, 1843
- Montfortista Iredale, 1929
- Montfortula Iredale, 1915
- Montfortulana Habe, 1961
- Octomarginula McLean, 2011
- Variegemarginula McLean, 2011